# Bruzz (télévision)
Pour les articles homonymes, voir Bruzz.
Bruzz, anciennement Tvbrussel, est la chaîne de télévision bruxelloise néerlandophone. Elle a été lancée le 15 septembre 1993,.
Tvbrussel est hébergé dans la Maison de la Radio, place Flagey à Ixelles. Elle est financée par la communauté flamande et Commission communautaire flamande.
C'est le pendant néerlandophone de la chaîne de télévision Télé Bruxelles.
Depuis le 20 avril 2016 : Brussel Deze Week, brusselnieuws.be, FM Brussel et tvbrussel, les 4 médias bruxellois néerlandophones communiquent sous une seule marque : Bruzz .

## Direction
- Robert Esselinckx, redacteur en chef

## Rédaction du journal
- Filip De Rycke, chef du journal télévisé
- Nico Cardone
- Frank Hoornaert
- Eric Laureys
- Thierry Roman
- Joris Vanderpoorten
- Katrien Vanmechelen
- Yasmina El Messaoudi
- Xavier Taveirne
- Sigrid Vandemaele
- Willem Van Mullem
- Bruno Op de Beek, culture & film.

## Production
- Jasper Fonteyn (chef de production)
- Leen Billiouw
- Annelies Boddez